# Johann Wilhelm Jasper
Johann Wilhelm „Willy“ Jasper (* 28. Januar 1898 in Meldorf; † hingerichtet 29. September 1934 in Hamburg) war Widerstandskämpfer gegen den Nationalsozialismus.

## Leben
Johann Wilhelm „Willy“ Jasper wurde 1898 am Meldorfer Sandberg 22 (heutige Marschstraße 37) geboren. Nachdem Jasper Soldat im Ersten Weltkrieg war, wurde er Seemann und fuhr als Matrose zur See. Später arbeitete er als Schauermann im Hamburger Hafen, wohnte in der Hamburger Neustadt, fühlte sich aber bis zu seinem Tode Meldorf verbunden.
In der Weimarer Republik wurde er Mitglied der KPD und des Rotfrontkämpferbundes. Nach dessen Verbot organisierten sich die kommunistischen Seeleute und Hafenarbeiter stattdessen in der Roten Marine, in der Jasper eine leitende Funktion übernahm. Nach der Machtübernahme der Nationalsozialisten im Jahre 1933 organisierte die Rote Marine bewaffneten Widerstand gegen die Hitler-Regierung. Dieser Widerstand wurde von der eigenen Partei, der KPD, indes strikt abgelehnt. Der Widerstand der Roten Marine konnte von den Nationalsozialisten erst im Frühjahr 1934 zerschlagen werden.
Johann Wilhelm Jasper wurde bei einem Schusswechsel mit der SA am 28. Februar 1933 schwer verletzt und verhaftet. In der Haft wurde er gefoltert. Ca. 10 Monate war er in der Landesheilanstalt Langenhorn eingesperrt. Das Sondergericht am Hanseatischen Oberlandesgericht verurteilte ihn am 25. September 1934 wegen Mordversuches und Widerstand zum Tode. Das Urteil wurde am 29. September 1934 in der Untersuchungshaftanstalt Hamburg am Holstenglacis durch das Beil vollstreckt.

## Gedenken

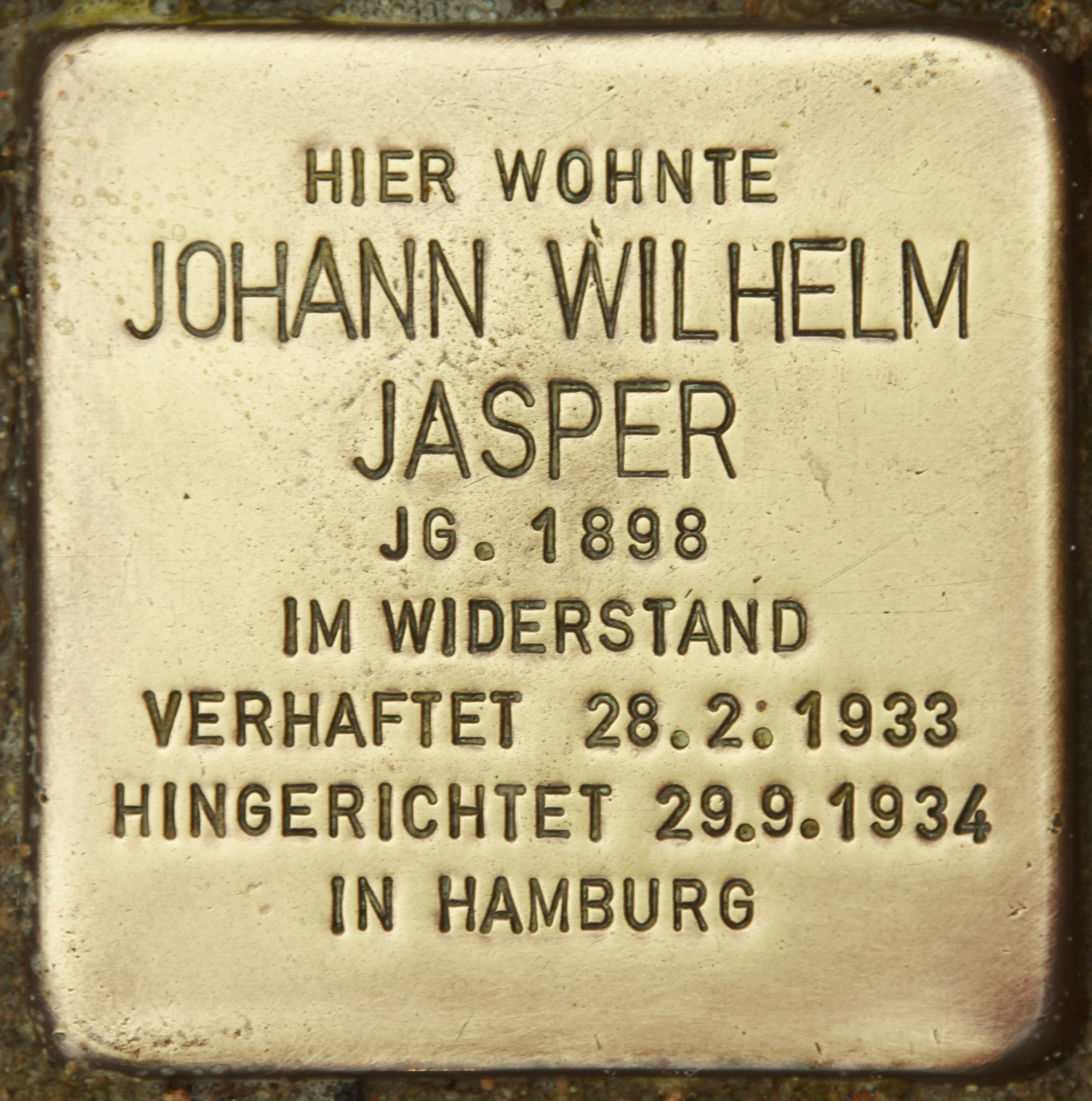
Stolperstein in Meldorf

Am 8. August 2008 hat Gunter Demnig einen Stolperstein zur Erinnerung an Jasper in der Marschstraße 37 in Meldorf verlegt. Seit 2022 liegt ein weiterer Stolperstein in der Kaiser-Wilhelm-Straße 20 in Hamburg-Neustadt.